# Мшанецька волость
Мшанецька волость — історична адміністративно-територіальна одиниця Новоград-Волинського повіту Волинської губернії Російської імперії. Волосний центр — село Мшанець.
З 1921 року входила до складу Новоград-Волинського повіту.
Станом на 1885 рік складалася з 9 поселень, 8 сільських громад. Населення — 6150 осіб (3030 чоловічої статі та 3120 — жіночої), 582 дворових господарств.
|                     | Площа, десятин | У тому числі орної, дес. |
| ------------------- | -------------- | ------------------------ |
| Сільських громад    | 6032           | 5366                     |
| Приватної власності | 6253           | 4655                     |
| Казенної власності  | —              | —                        |
| Іншої власності     | 341            | 270                      |
| Загалом             | 12627          | 10291                    |

Основні поселення волості:
- Мшанець — колишнє власницьке село, 966 осіб, 151 двір, волосне управління (повітове місто — 120 верст); православна церква, школи, 2 млини.
- Вигнанка — колишнє власницьке село, при р. Случ, 965 осіб, 112 дворів, православна церква,  школа, постоялий будинок, 2 водяних млинів.
- Ожарівка — колишнє власницьке село, при безіменному струмку, 474 особи, 83 двора, православна церква, школа, постоялий будинок.
- Провалівка — колишнє власницьке село, при р. Случ, 742 особи, 127 дворів, православна церква, школа, постоялий будинок, водяний млин, винокурний завод.
- Пишки — колишнє державне і власницьке село, при безіменному струмку , 480 осіб, 66 дворів, православна церква, школа, постоялий будинок.
- Рогізна — колишнє власницьке село, 549 осіб, 78 дворів, православна церква, школа, постоялий будинок.
- Фердинандоф — колишнє власницьке село, 394 особи, 65 дворів, чиншове, постоялий будинок, водяний млин.
- Харківці — колишнє власницьке село, 900 осіб, 136 дворів, православна церква, постоялий будинок, водяний млин.